# Reiner Edelmann
Reiner Edelmann (* 19. März 1965 in Bellheim) ist ein ehemaliger deutscher Fußballspieler.

## Karriere
Edelmann spielte in der Jugend von Phönix Bellheim, bevor er zum SV Waldhof Mannheim wechselte. Der Sprung von der Jugend ins Profilager bei Waldhof gelang Edelmann nicht, er bestritt in zweieinhalb Jahren lediglich zwei Spiele in der Bundesliga. Im Januar 1986 wechselte er zum SV 98 Schwetzingen in die Verbandsliga, stieg direkt in die Oberliga auf, wo er ein Jahr spielte und dann erneut den Sprung in die Bundesliga wagte. Er heuerte beim FC Schalke 04 an. Bei den Knappen, die zu diesem Zeitpunkt von Rolf Schafstall trainiert wurden, war er direkt Stammspieler. Das änderte sich auch beim Trainerwechsel zu Horst Franz nicht. Die Saison 1987/88 endete für Edelmann und seine Mitspieler wie Olaf Thon, Michael Klinkert und Toni Schumacher enttäuschend, sie wurden Letzter und stiegen in die 2. Bundesliga ab. Dort spielte der Angreifer die beiden folgenden Jahre, in denen der erhoffte Wiederaufstieg jedoch misslang. Danach wechselte er zum Ligarivalen Preußen Münster. Münster war gerade in die zweite Liga aufgestiegen, Edelmann war mit acht Treffern vor Ulrich Gäher erfolgreichster Torschütze seines Teams. Der SC Preußen landete zu Saisonabschluss im Mittelfeld der Liga. Die Wege von Edelmann und Münster trennten sich nach der einen Saison und er spielte ein Jahr in Belgien, in der Ersten Division bei KV Kortrijk. Edelmann kehrte nach Deutschland zurück und spielte fortan im Amateurbereich beim VfR Mannheim, Eintracht Trier, TuS Koblenz, SV Weingarten/Pfalz 1946 und ASV Landau.